# 9698 Idzerda
A 9698 Idzerda (ideiglenes jelöléssel 2205 T-1) a Naprendszer kisbolygóövében található aszteroida. Cornelis Johannes van Houten, Ingrid van Houten-Groeneveld és Tom Gehrels fedezte fel 1971. március 25-én.